# Ореховское сельское поселение (Одесский район)
Ореховское се́льское поселе́ние — муниципальное образование в Одесском районе Омской области Российской Федерации.
Административный центр — село Орехово.

## История
Статус и границы сельского поселения установлены Законом Омской области от 30 июля 2004 года № 548-ОЗ «О границах и статусе муниципальных образований Омской области».

## Население
| 2010  | 2011  | 2012  | 2013  | 2014  | 2015  | 2016  |
| ----- | ----- | ----- | ----- | ----- | ----- | ----- |
| 1499  | →1499 | ↘1462 | ↘1388 | ↘1340 | ↘1309 | ↗1313 |
| 2017  | 2018  | 2019  | 2020  | 2021  | 2023  |       |
| ↘1291 | ↗1299 | ↘1273 | ↘1251 | ↘1018 | ↘946  |       |

## Состав сельского поселения
| № | Населённый пункт | Тип населённого пункта       | Население |
| - | ---------------- | ---------------------------- | --------- |
| 1 | Бобровица        | деревня                      | 55        |
| 2 | Громогласово     | деревня                      | 221       |
| 3 | Орехово          | село, административный центр | 946       |
| 4 | Цветково         | село                         | 277       |